# Hino (Shiga)
Hino (日野町?) è una cittadina giapponese della prefettura di Shiga.